# 刘伯庄
刘伯庄（1895年—1947年），又名刘剑南，四川南充人。中国共产党早期领导人，后脱党加入托派组织无产者社。

## 生平
早年从四川南充中学毕业。1919年，考入北京大学学习，1920年6月赴法国勤工俭学。1922年6月，加入旅欧中国少年共产党。1923年2月，中国少年共产党改组为旅欧中国共产主义青年团，不久由团员转为中国共产党党员。6月，加入中国国民党巴黎支部。1923年12月至1924年7月，任中国共产主义青年团旅欧区执行委员会书记局成员、执行委员会委员兼秘书，1924年7月底受青年团旅欧区执委会临时会议委派，和周恩来作为青年团旅欧组织全权代表从法国启程回国，向团中央汇报工作并参加各种会议。1924年10月，初任青年团北京地方筹备委员会秘书，同月至1925年10月任中国社会主义青年团北京地方执行委员会委员、秘书。1925年1月被团中央指派为旅欧区代表，出席中国社会主义青年团第三次全国代表大会，当选为中央执委会委员，并任驻北京中央特派员（至1927年5月）。1925年2月至1926年1月，任团北京地执委会书记，1925年8月至10月任宣传部负责人。1925年10月至1926年2月任中国共产主义青年团北方区执行委员会委员。1925年11月，任首都革命行动委员会临时党团成员。1926年1月至1927年4月，任中共北京地方执行委员会书记。1927年4月，参加中国共产党第五次全国代表大会。当选为中共第五届中央委员会候补委员（至1928年6月）。1927年5月,起任中共北京市委书记。6月任中共顺直临时省委常务委员、代理书记，8月任书记。8月任中国共产主义青年团顺直省委委员、书记（至同年9月）。8月至11月，任中共中央北方局委员。1927年11月至1928年6月，任中共中央党报委员会委员。1928年1月，任中共湖北省委书记、常务委员（至同年3月）。同年3月中共武汉市党组织遭到严重破坏，脱职赴上海。1928年6月，被取消中共中央候补中央委员职务。
之后脱离中共队伍，参加托派组织，参与签字“八十一人声明”（《我们的政治意见书》）。1929年12月20日，被开除中国共产党党籍。后任“无产者社”的沪东区委书记、中央临委书记。1932年10月陈独秀、彭述之等被捕后，北迁北平，从事写作谋生。抗日战争时期，在湖南、重庆等地从事教育和经济研究工作，曾参与编辑《抗战向导》。1947年，在重庆因病逝世。